# Thăm dò điện phân cực kích thích
Thăm dò Điện Phân cực kích thích, viết tắt là PKKT, (tiếng Anh: Induced Polarization, IP) hay Phân cực cảm ứng là một phương pháp của địa vật lý thăm dò, trong đó bố trí hệ điện cực đo như trong thăm dò điện trở, nhưng phát dòng điện vào đất đá và đo hiệu điện thế theo cách thức thích hợp, để thu được thông tin về phân bố độ nạp (Chargeability) hay độ phân cực của môi trường đất đá. Có hai cách thức đo là:
1. Đo trong miền thời gian (Time Domain IP): Phát dòng một chiều và đo suy giảm hiệu điện thế trên đôi cực thu sau khi cắt dòng phát.
2. Đo trong miền tần số (Frequency Domain IP): Phát dòng dạng sin, đo giá trị và độ lệch pha của hiệu điện thế trên đôi cực thu. Thông thường thì đo với dãy tần số có chủ đích. Nếu quét phổ tần từ cỡ 0,01 đến 10000 Hz thì gọi là Đo phổ phân cực cảm ứng (Spectral Induced Polarisation, SIP).

Trong thạch quyển chỉ một số đất đá hay khoáng vật quặng có khả năng nạp điện. Đo được độ nạp sẽ xác định sự có mặt và phân bố của chúng trong tầng đất đá.
Phương pháp được sử dụng cho lập bản đồ địa chất, tìm kiếm khoáng sản, tìm nước ngầm, khảo sát địa chất công trình, địa chất môi trường và tai biến tự nhiên,... trên đất liền và trên biển gần bờ.
Tại Việt Nam phương pháp được nhập vào những năm 1970, với tên gọi PCKT dịch từ tiếng Nga вызванная поляризация. Tuy nhiên một số văn liệu Nga đã chuyển sang dùng thuật ngữ Индуцированная поляризация (phân cực cảm ứng). Phương pháp PCKT được quy chuẩn trong TCVN 9423: 2012.

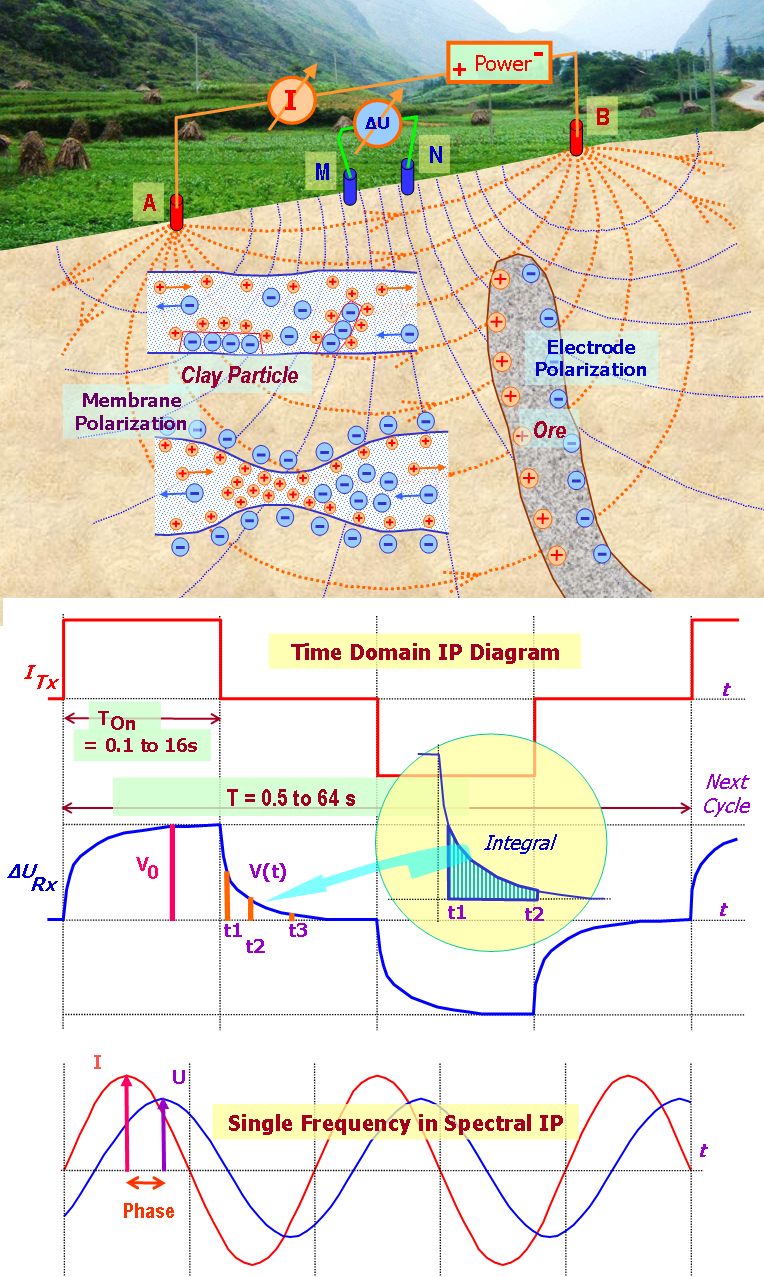
Diễn giải Đo Thăm dò Điện Phân cực kích thích

## Nội dung phương pháp
Năm 1920 khi thực hiện thăm dò điện trở Schlumberger đã phát hiện ra hiện tượng sau khi cắt dòng phát thì trên điện cực thu còn tồn tại điện thế dư, nó suy giảm dần, và gọi là phân cực cảm ứng. Hiệu ứng này rất nhỏ trong phần lớn các loại đất đá, tuy nhiên nó đặc biệt lớn ở nơi có thân quặng sulfide hay graphite. Sau đó nó được ứng dụng cho tìm kiếm quặng này.